# First Financial Bank (Ohio)
First Financial Bancorp es un banco regional con sede en la ciudad de Cincinnati, en el estado de Ohio (Estados Unidos) con sus centros de operaciones en Springdale, un suburbio del norte de Cincinnati, y Greensburg, Indiana. Fundado en 1863, First Financial tiene la sexta carta bancaria nacional más antigua y tiene 110 sedes en Ohio, Kentucky y en todo Indiana. First Financial adquirió Irwin Financial Corp y sus subsidiarias a través de una transacción asistida por el gobierno el 18 de septiembre de 2009.
La sede también sirve como espacio de oficina para otras empresas, como Dinsmore, estos espacios de oficina se pueden alquilar en la sede y, por lo general, se compran como un piso completo.
La subsidiaria de la compañía, First Financial Bank, NA, fundada en 1863, brinda productos de servicios bancarios y financieros a través de sus tres líneas de negocios: administración comercial, de consumo y patrimonial. Las unidades comerciales y de consumo brindan servicios bancarios tradicionales a clientes comerciales y de consumo. First Financial Wealth Management brinda servicios de planificación patrimonial, administración de carteras, fideicomisos y patrimonio, corretaje y planes de jubilación y tenía aproximadamente $ 15.9 mil millones en activos al 30 de septiembre de 2020.

## Historia
First Financial Bank, NA, fue fundado en 1863 como el First National Bank of Hamilton y se le otorgó el estatuto número 56 el 10 de agosto de 1863, en virtud de la Ley del Banco Nacional. Abrió su primera sucursal en Hamilton, Ohio y comenzó a operar el 15 de agosto de 1863. En 1923, cuando se creó la división fiduciari, el nombre cambió a First National Bank and Trust Company of Hamilton.
En 1980, el First National Bank of Hamilton consolidó sus operaciones con el First National Bank of Middletown para formar el First National Bank of Southwestern Ohio. La adquisición de instituciones más pequeñas le permitió expandirse fuera del condado de Butler. First Financial Bancorp, una sociedad de cartera, se formó en 1983.
En 2008, First Financial Bancorp trasladó su sede a Norwood, mientras que la sede del banco permaneció en Hamilton. Al año siguiente, el holding trasladó su sede al edificio Atrium One en el centro de Cincinnati antes de instalarse finalmente en el edificio Chemed Center, rebautizado como First Financial Center, en 2011.
En julio de 2017, First Financial acordó comprar MainSource Bank, con sede en Greensburg por mil millones de dólares, lo que convirtió a First Financial en el cuarto banco más grande de Cincinnati y el segundo banco local más grande. La organización combinada seguirá llamándose First Financial Bancorp. La adquisición finalizó el 2 de abril de 2018. Todos los depósitos y sistemas informáticos de MainSource se transfirieron a First Financial el 29 de mayo de 2018.